# Saint-Suliac
Saint-Suliac is een gemeente in het Franse departement Ille-et-Vilaine (regio Bretagne) en telde op 1 januari 2022 977 inwoners. De plaats maakt deel uit van het arrondissement Saint-Malo. Saint-Suliac is lid van Les Plus Beaux Villages de France.

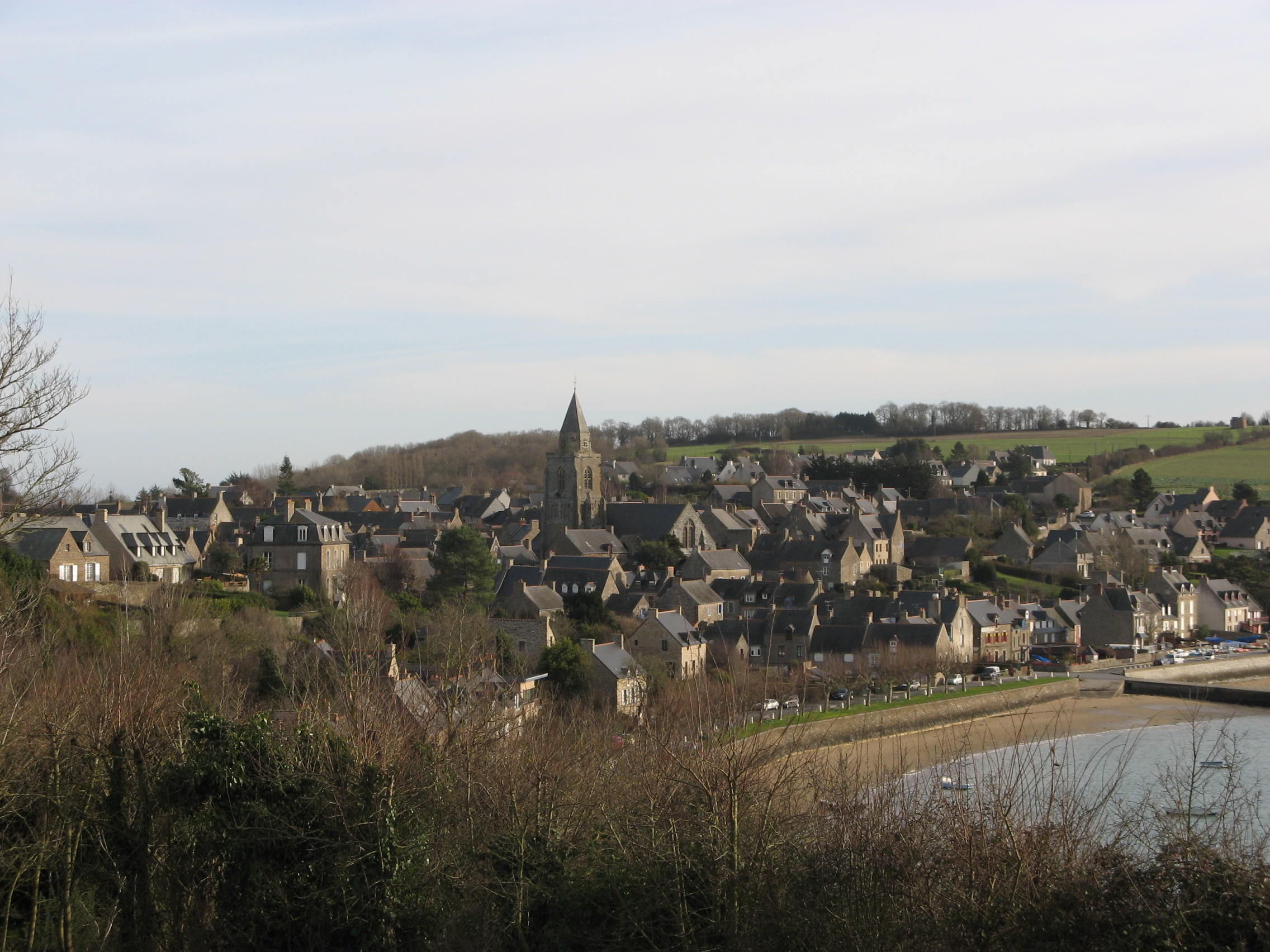
Saint-Suliac
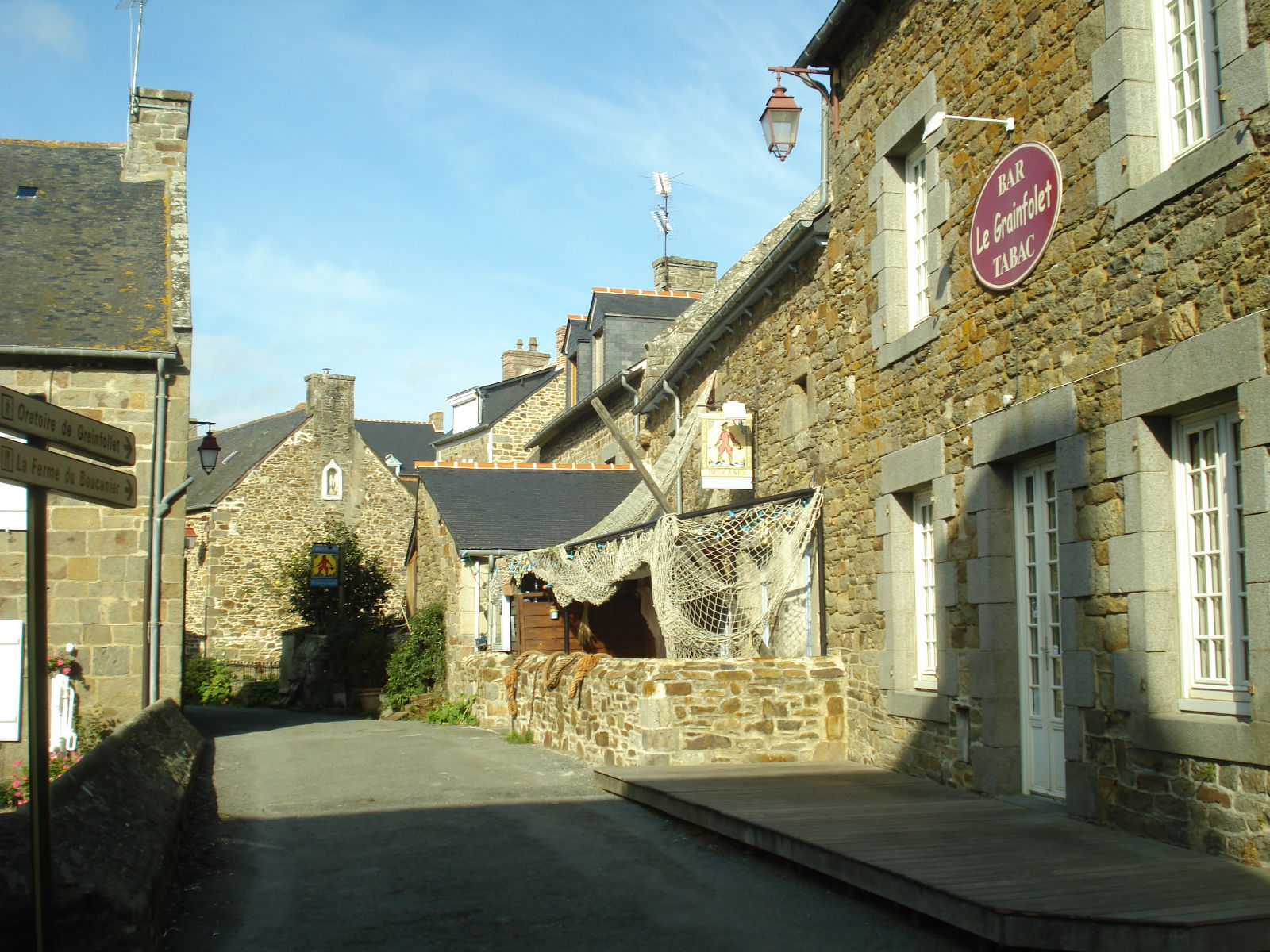
Saint-Suliac
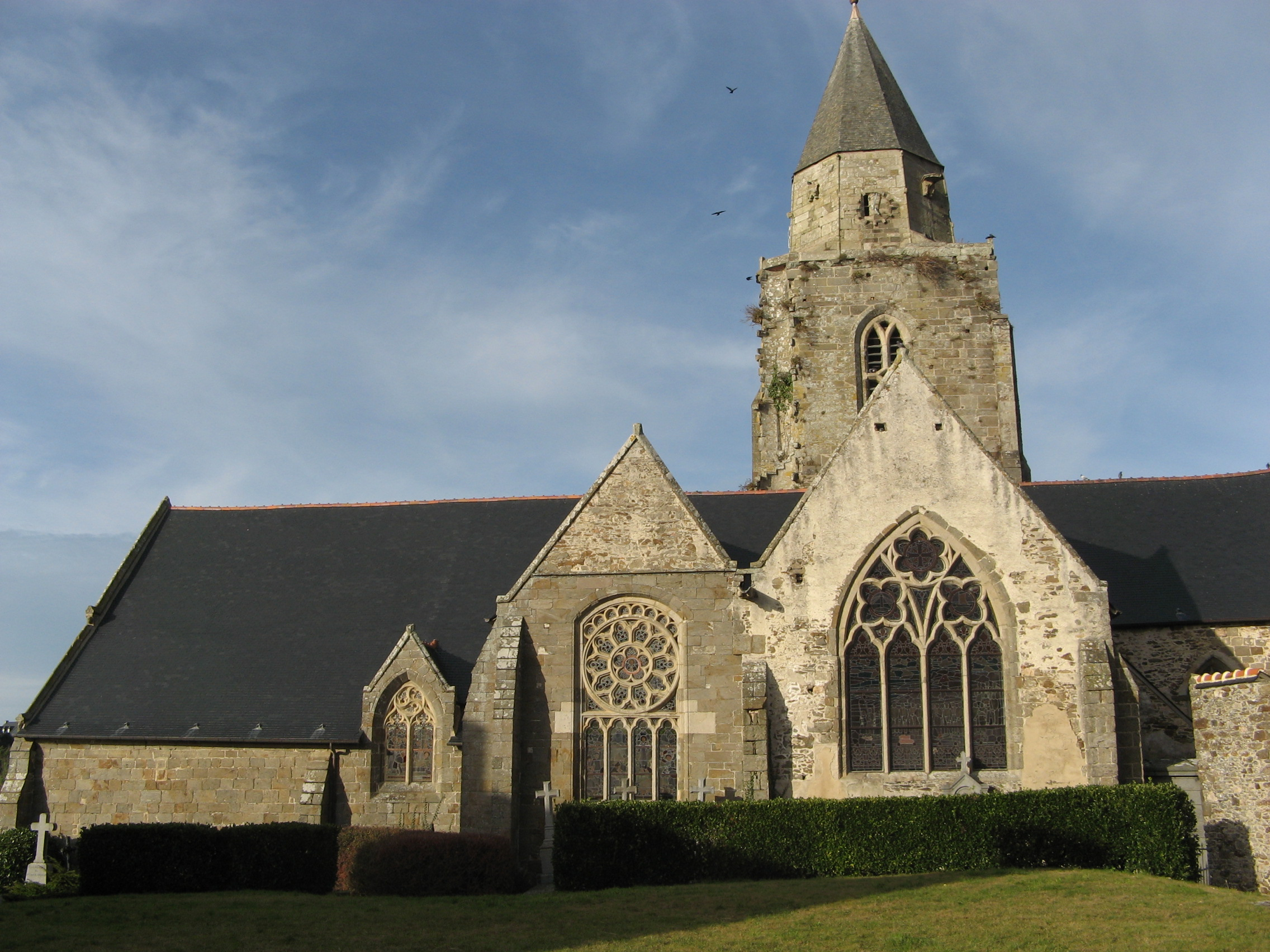
Kerk van Saint-Suliac

## Geografie
De oppervlakte van Saint-Suliac bedroeg op 1 januari 2022 5,46 vierkante kilometer; de bevolkingsdichtheid was toen 178,9 inwoners per km².

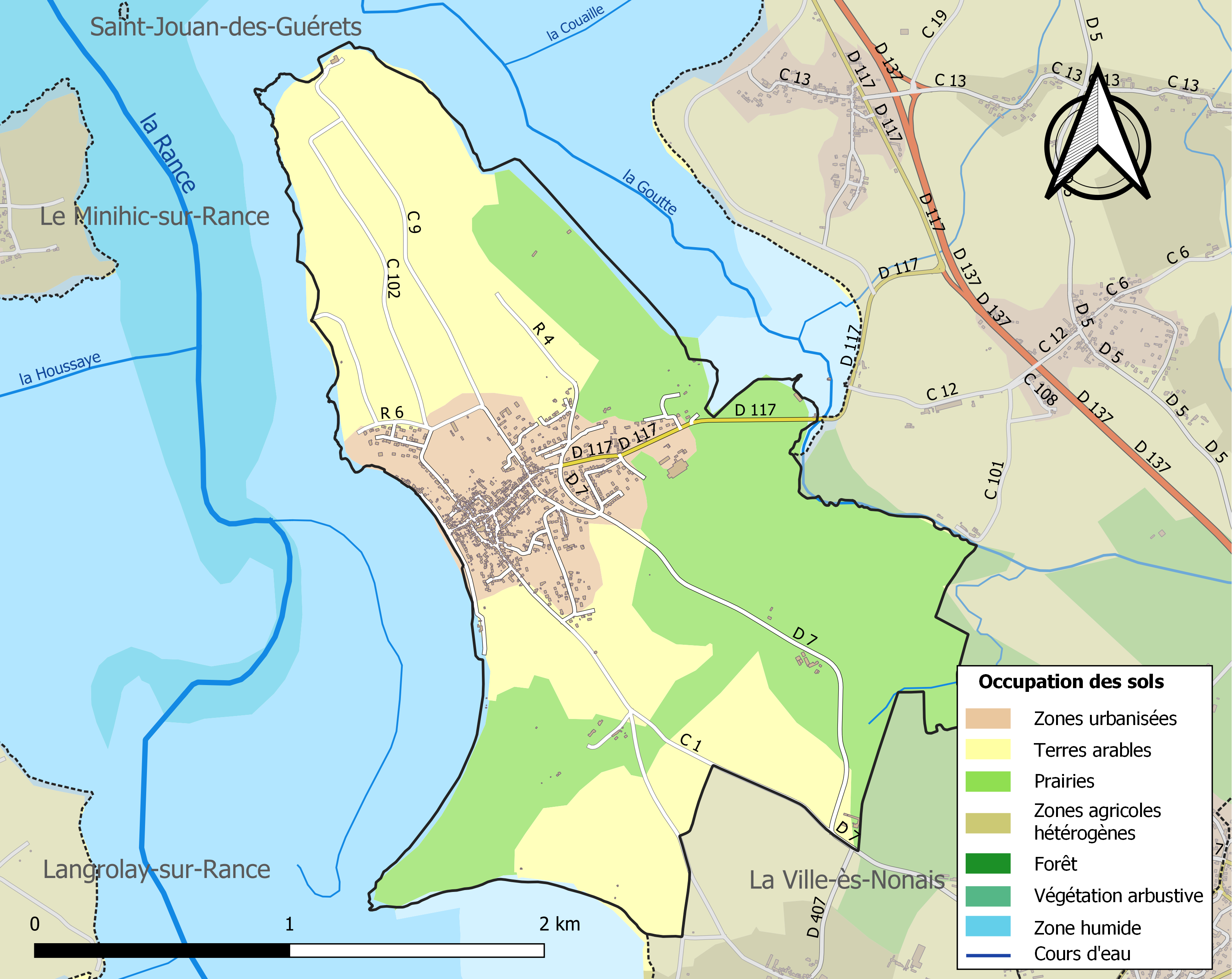
Kaart van de gemeente met belangrijkste infrastructuur, bodemgebruik en omliggende gemeenten

## Demografie
Onderstaande figuur toont het verloop van het inwonertal (bron: INSEE-tellingen).

(Sortering op regio > departement (vet) > gemeente)